# Jiyū e no Shingeki
«Jiyū e no Shingeki» (自由への進撃 lit. «March to Freedom»?), es el segundo sencillo de la banda japonesa Linked Horizon. Fue lanzado el 10 de julio de 2013 a través de la discográfica Pony Canyon. El sencillo obtuvo una certificación de Platino por la RIAJ con más de 250 000 copias vendidas en Japón, alcanzando el segundo puesto en la lista Oricon. Sus canciones «Guren no Yumiya» y «Jiyū no Tsubasa» se utilizaron como tema de apertura en la primera temporada del anime Shingeki no Kyojin. «Guren no Yumiya» fue un éxito, alcanzando el primer puesto en Japan Hot 100 de Billboard y el cuarto lugar en World Digital Song Sales de la misma revista, y recibió una certificación de Doble Platino por la RIAJ como el sencillo digital más vendido con medio millón de copias.

## Información general
El sencillo en CD incluye las versiones completas de los dos temas de apertura de Shingeki no Kyojin, interpretados por Linked Horizon, la unidad formada por Revo para proyectos de colaboración. Ambas canciones contienen frases en alemán en el coro.
«Guren no Yumiya», se utilizó como opening del anime que se estrenó el 6 de abril de 2013, y esa versión corta se lanzó digitalmente el 8 de abril del mismo año. Posteriormente, la canción se hizo extremadamente popular, sus seguidores se expandieron mucho más allá del fandom del anime. Antes de que el CD estuviera disponible, la versión de karaoke de 90 segundos se alcanzó la cima en las listas de Joysound, a pesar de que la letra no aparece en la pantalla.

## Éxito comercial
Como sencillo digital, la versión corta de «Guren no Yumiya» fue exitosa, alcanzando el puesto número uno en Recochoku y las listas diarias de anime de iTunes Store y el segundo puesto en las listas diarias de anime de Dwango. En las lista Hot Animation de Billboard, la versión corta debutó en el séptimo lugar.
En Oricon Weekly Singles Chart, «Jiyū e no Shingeki» alcanzó el segundo puesto, permaneciendo durante tres semanas consecutivas, y se ubicó en el primer puesto de Oricon Daily Singles Chart. Oricon informó que el sencillo vendió 129 000 copias en su primera semana, lo que lo convirtió en el primer lanzamiento de Revo en vender más de 100 000 copias en una sola semana. También es la segunda canción de este tipo en vender muchas copias en su primera semana de ventas en 2013, después de la colaboración de T.M.Revolution y Nana Mizuki para el anime Kakumeiki Valvrave. En Billboard Japan Hot 100, «Guren no Yumiya» debutó en el primer lugar.

## Lista de canciones
| Edición estándar |                                                                                             |          |  |
| N.º              | Título                                                                                      | Duración |  |
| 1.               | «Guren no Yumiya» (紅蓮の弓矢)                                                              | 5:16     |  |
| 2.               | «Jiyū no Tsubasa» (自由の翼)                                                                | 5:28     |  |
| 3.               | «Moshi Kono Kabe no Naka ga Ikken no Ie da to Shitara» (もしこの壁の中が一軒の家だとしたら) | 4:12     |  |
| 14:57            |                                                                                             |          |  |

| Edición limitada (DVD) |                                   |          |  |
| N.º                    | Título                            | Duración |  |
| 1.                     | «Guren no Yumiya» (Vídeo musical) | 5:16     |  |
| 14:57                  |                                   |          |  |

| Sencillo digital - Versión corta de TV |                                  |          |  |
| N.º                                    | Título                           | Duración |  |
| 1.                                     | «Guren no Yumiya» (TV Size ver.) | 1:34     |  |
| 14:57                                  |                                  |          |  |

| Sencillo digital - Kōhaku Uta Gassen |                                         |          |  |
| N.º                                  | Título                                  | Duración |  |
| 1.                                   | «Guren no Yumiya» (Kōhaku Special ver.) | 2:28     |  |
| 14:57                                |                                         |          |  |

## Otras versiones
La banda holandesa de metal sinfónico, Epica, lanzó un cover en inglés en su segundo EP, Epica vs Attack on Titan Songs.

## Posicionamiento en listas
| Lista (2013)                        | Mejor posición |
| ----------------------------------- | -------------- |
| Japón Japan Weekly Singles (Oricon) | 2              |

## Ventas
| País  | Organismo certificador | Certificación | Ventas  | Ref.  |
| ----- | ---------------------- | ------------- | ------- | ----- |
| Japón | RIAJ                   | Platino       | 250 000 | [ 1 ] |